# Office for Metropolitan Architecture
Het Office for Metropolitan Architecture, afgekort OMA,  is een internationaal bureau dat zich richt op architectuur, stedenbouw en culturele analyse. Het bureau wordt geleid door zeven partners en heeft projecten in Europa, Azië, Midden-Oosten, Noord-Amerika en Afrika. Het hoofdkantoor is gevestigd in Rotterdam, en er zijn vestigingen in New York, Beijing en Hong Kong.

## Oprichting
Het Office for Metropolitan Architecture (OMA) werd in 1975 opgericht door architect Rem Koolhaas, architect Elia Zenghelis, beeldend kunstenaars Madelon Vriesendorp en Zoe Zenghelis in Londen. Het zou vanaf dat moment een belangrijke rol spelen in het wereldwijde architectuurdebat, zij het in het begin, vooral als "papieren architect"; dat wil zeggen dat OMA bekend was van lezingen, prijsvragen, discussies en publicaties, maar niet van gebouwen. Vooral het opzienbarende prijsvraagontwerp voor de uitbreiding van de Tweede Kamer in Den Haag uit 1978 trekt wereldwijd de aandacht. Vanwege een aantal Nederlandse opdrachten vestigt OMA zich in 1981 in Rotterdam. In de beginjaren werden nog niet veel ontwerpen gerealiseerd. Meervoudige opdrachten voor het stadhuis in Den Haag (1986) en het Nederlands Architectuurinstituut in Rotterdam (1988) gingen ondanks lovende juryrapporten en handtekeningenacties uit de architectenwereld niet naar OMA. Met de realisatie van de ruimtelijk complexe Kunsthal Rotterdam (1987 - 1992) breekt het bureau internationaal door. Het krijgt diverse grote opdrachten, zowel in Nederland als in onder andere Duitsland, Portugal, Spanje, Frankrijk en de Verenigde Staten.
In 1995 verscheen S, M, L, XL een vuistdikke 'architectuurroman' waarin Rem Koolhaas samen met grafisch vormgever Bruce Mau in een autobiografische/encyclopedische stijl zijn werken en denken tot op dat moment uiteen zette.
Als het bureau in 1995 op de rand van een faillissement verkeert, wordt samenwerking gezocht met de "De Weger"-adviesgroep te Rotterdam, die in 1997 opgaat in de Royal Haskoning-groep te Nijmegen. De samenwerking wordt in 2002 beëindigd.

## OMA in Nederland
Het waren Nederlandse steden waar OMA's eerste ontwerpen werden gerealiseerd: Amsterdam (het IJplein in Amsterdam-Noord; stedenbouwkundig plan en woongebouw); Den Haag (gebouw voor het Nederlands Dans Theater); en Groningen (een tweetal woongebouwen). Later volgden de Kunsthal in Rotterdam en het Educatorium in Utrecht, Paard van Troje (Den Haag) en het Souterrain in Den Haag. In Nederland was het bureau verder verantwoordelijk voor masterplannen in o.a. De Uithof Utrecht (Universiteitscomplex), Groningen (Verbindingskanaalzone), Breda (Chassé-terrein) en Almere Centrum. Binnen dat laatste plan werd in 2006 de bioscoop Blok 6 naar ontwerp van OMA opgeleverd. In Nederland heeft het onder meer De Rotterdam op de Rotterdamse Wilhelminapier ontworpen, waar 160.000 vierkante meter verticale stad verrees, compleet met bioscoop, fitnesscentrum, hotel, kantoren, winkels en woningen. In 2009 heeft OMA de ontwerpwedstrijd voor het Timmerhuis in Rotterdam gewonnen; dit werd opgeleverd in 2015.

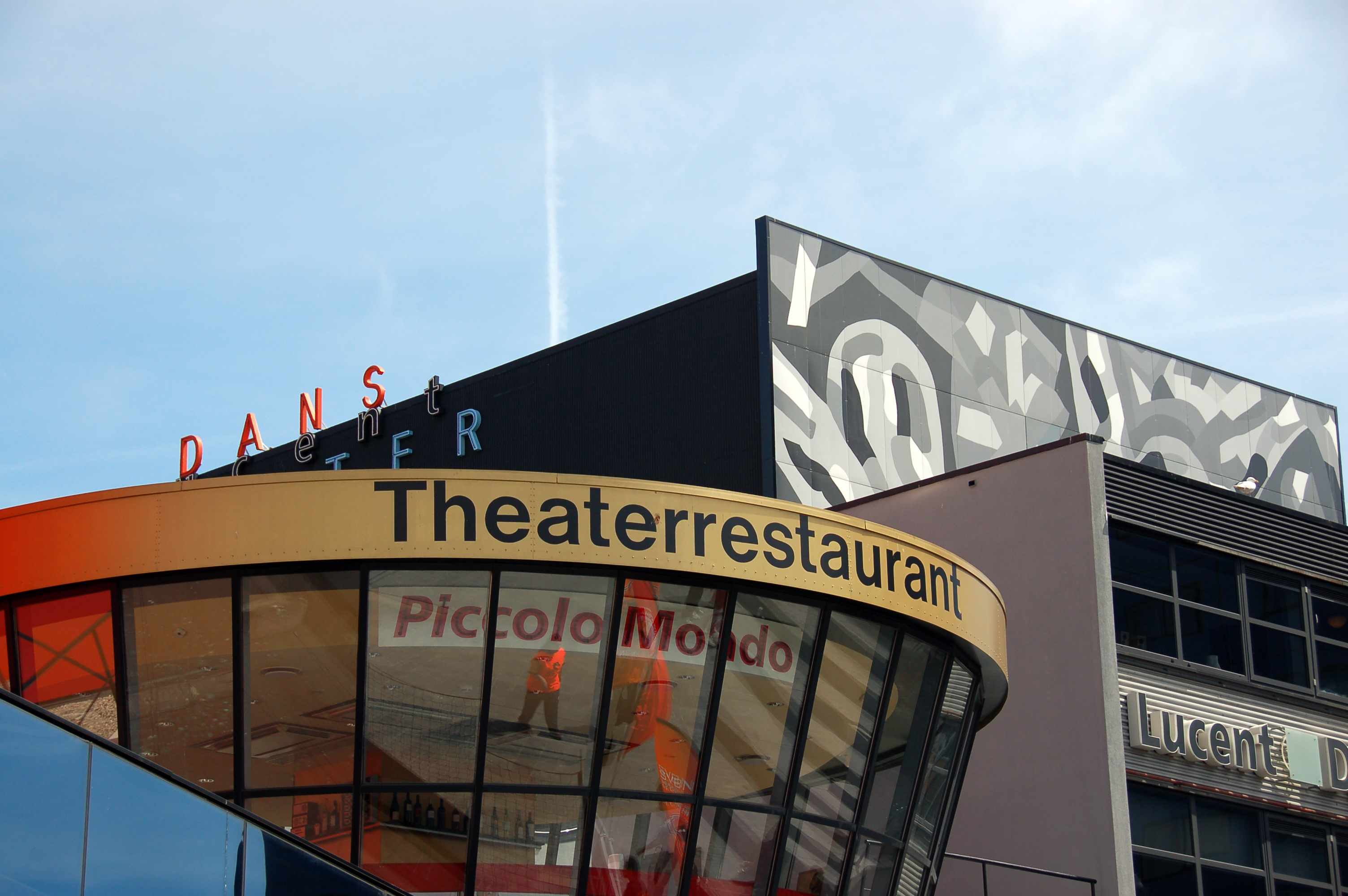
Lucent Lucent Danstheater, Den Haag 1987
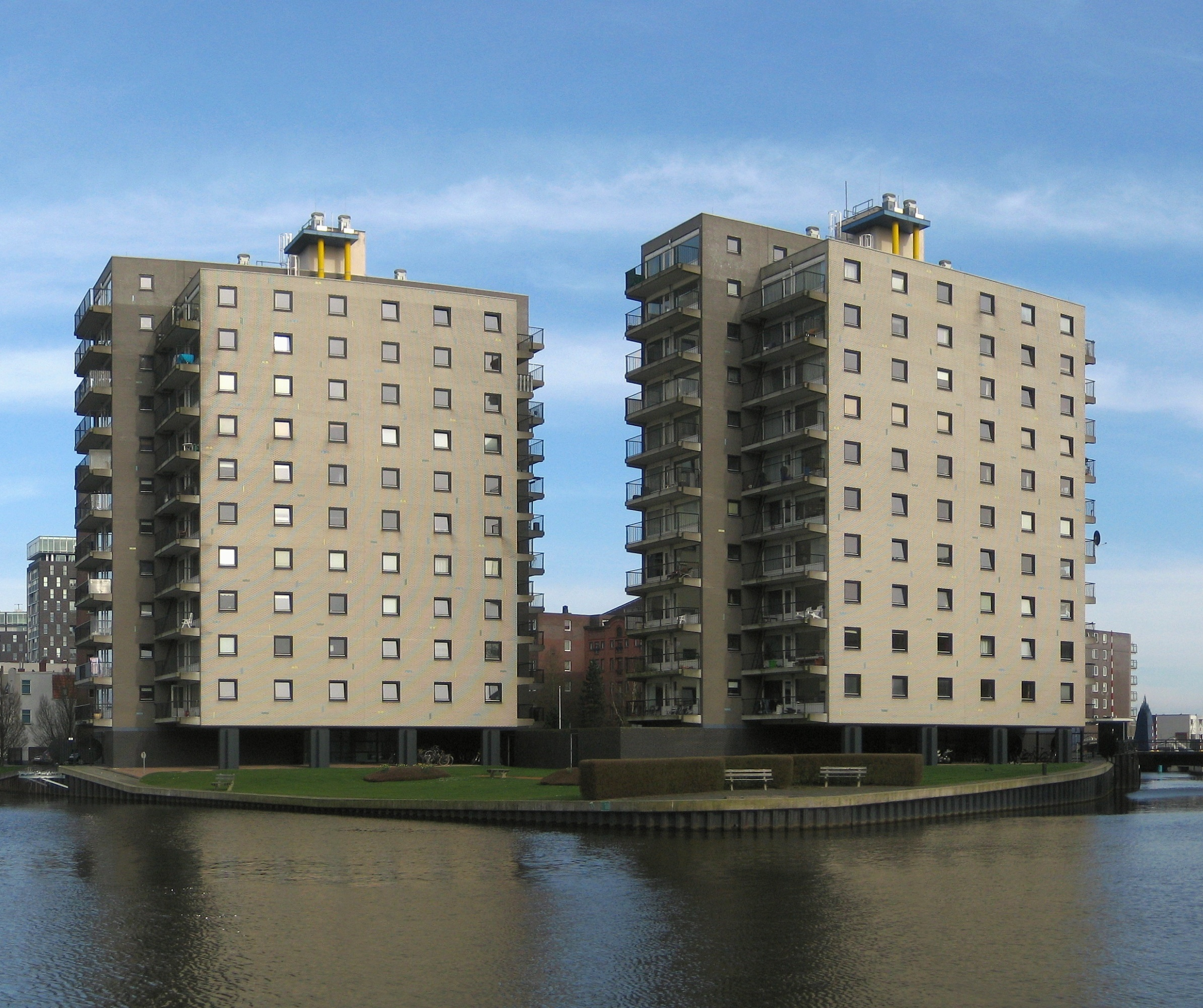
Brink Torens, Groningen 1988
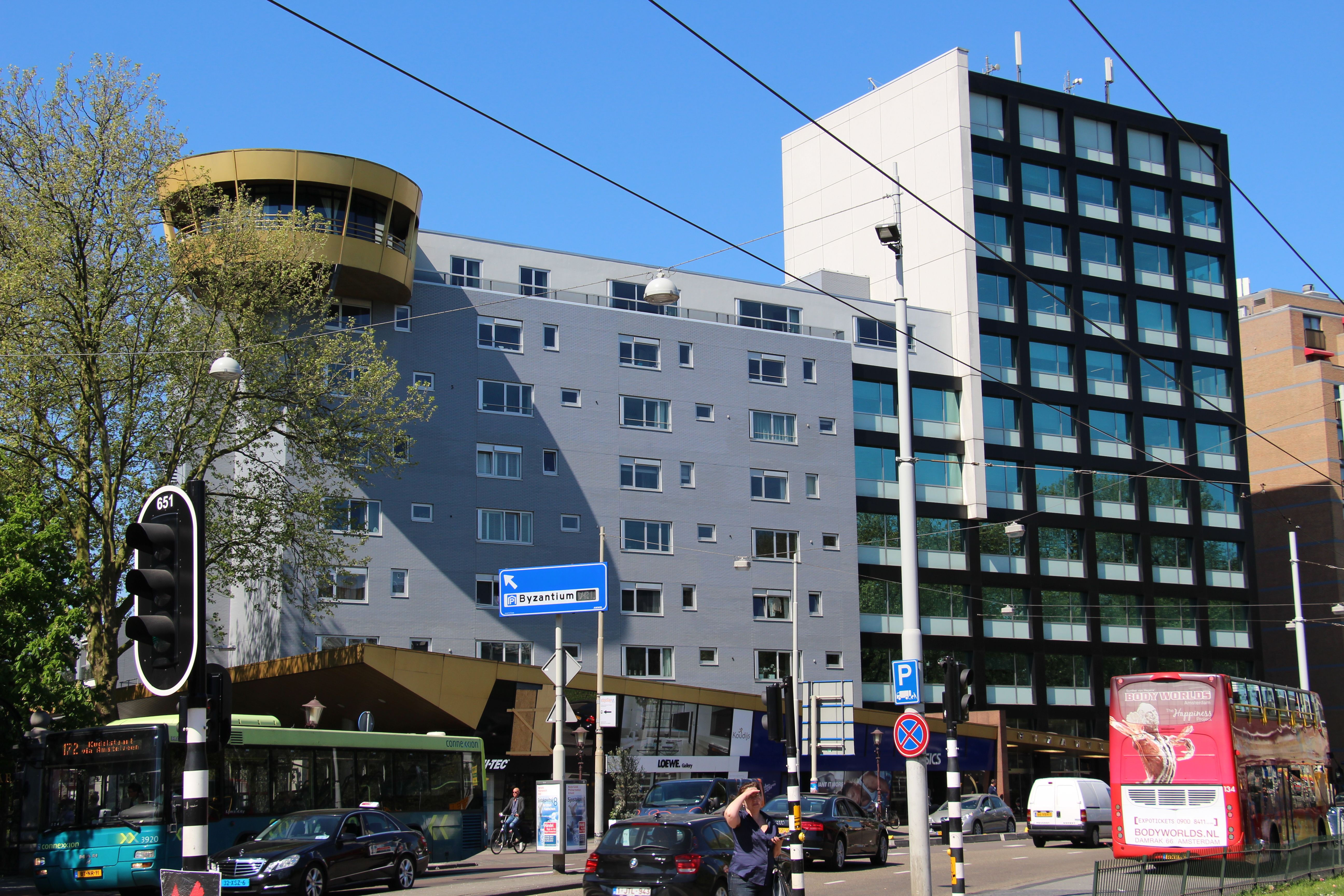
Byzantium, Amsterdam 1991
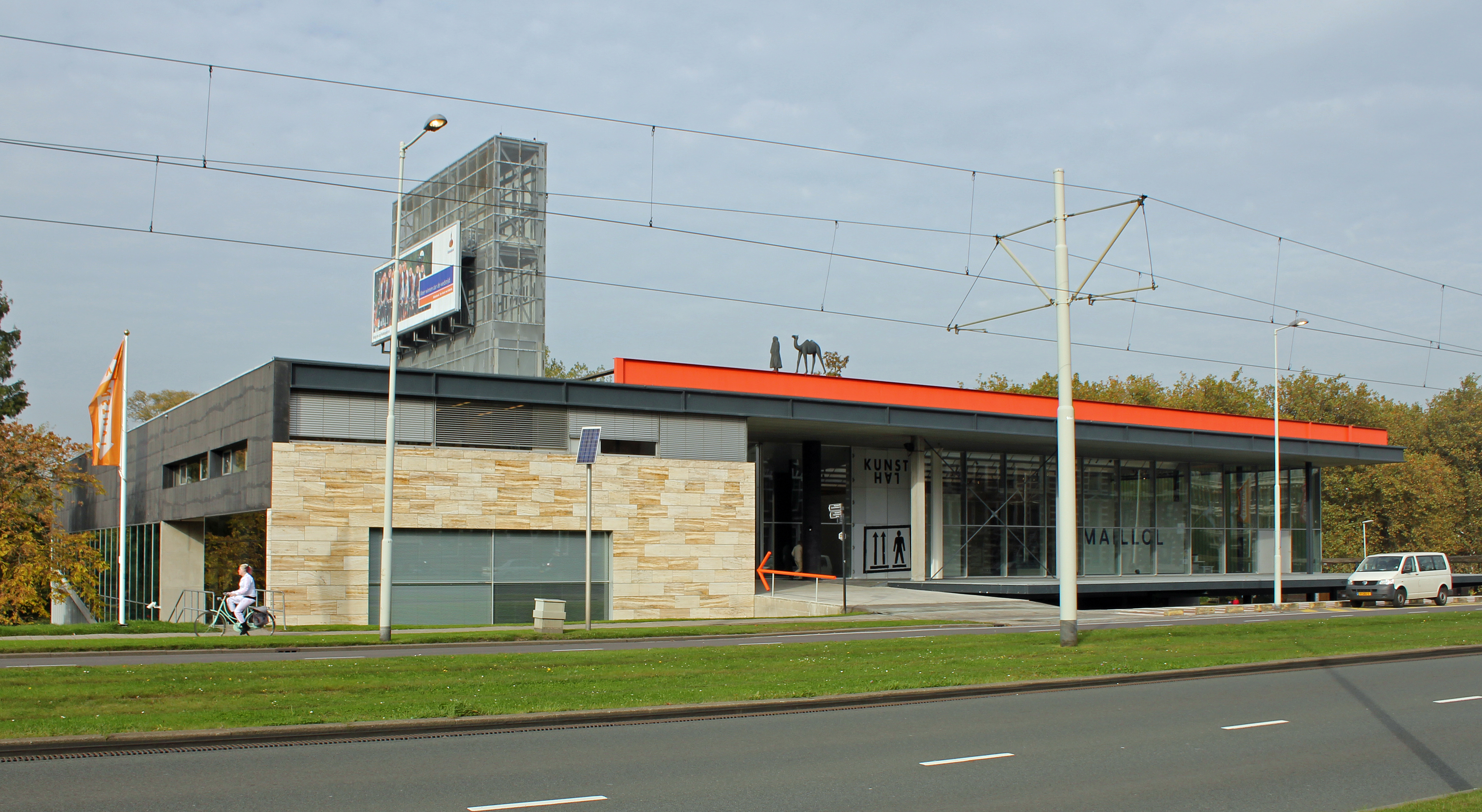
Kunsthal, Rotterdam 1992
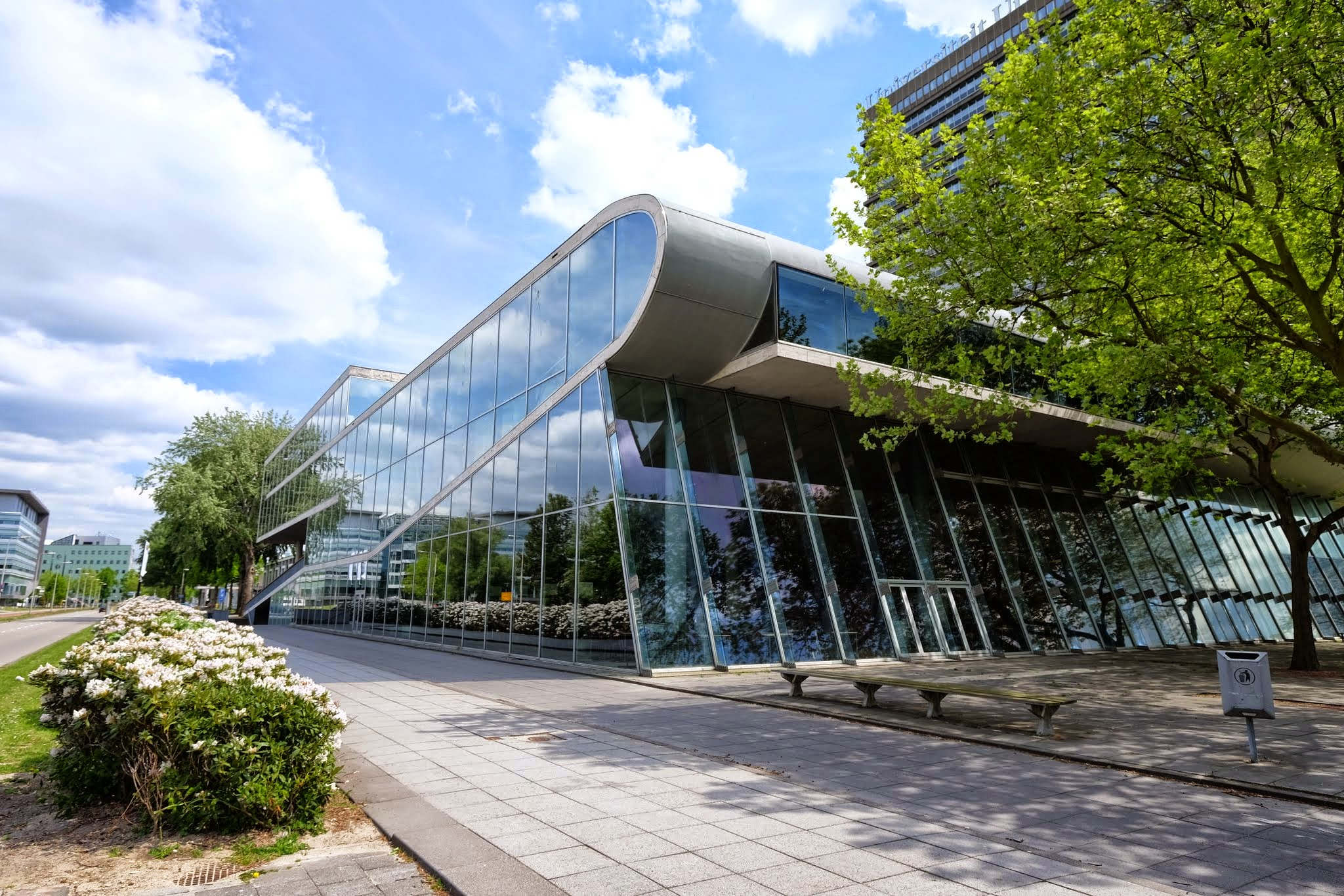
Educatorium  Universiteit Utrecht 1995
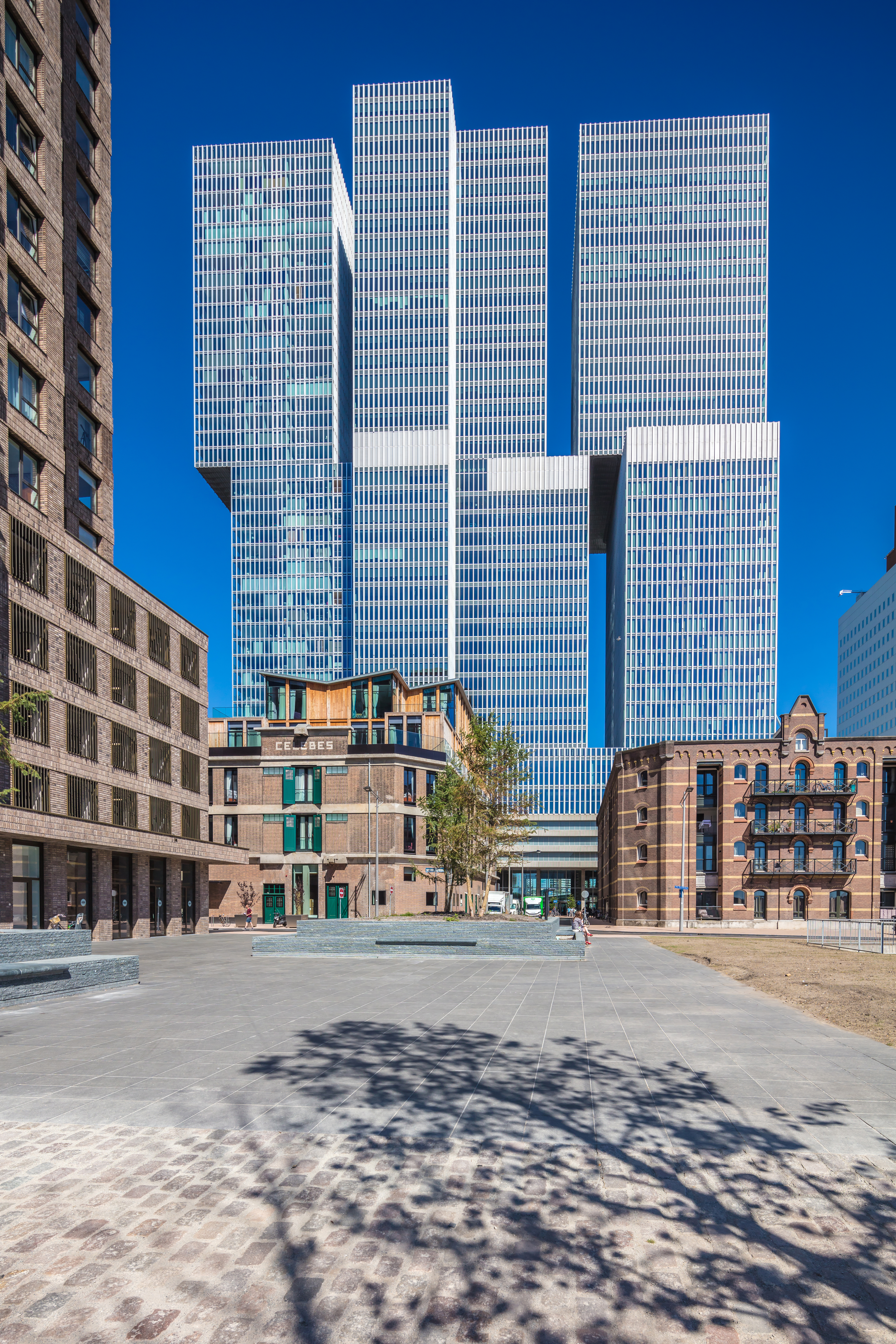
De Rotterdam, Rotterdam 2013
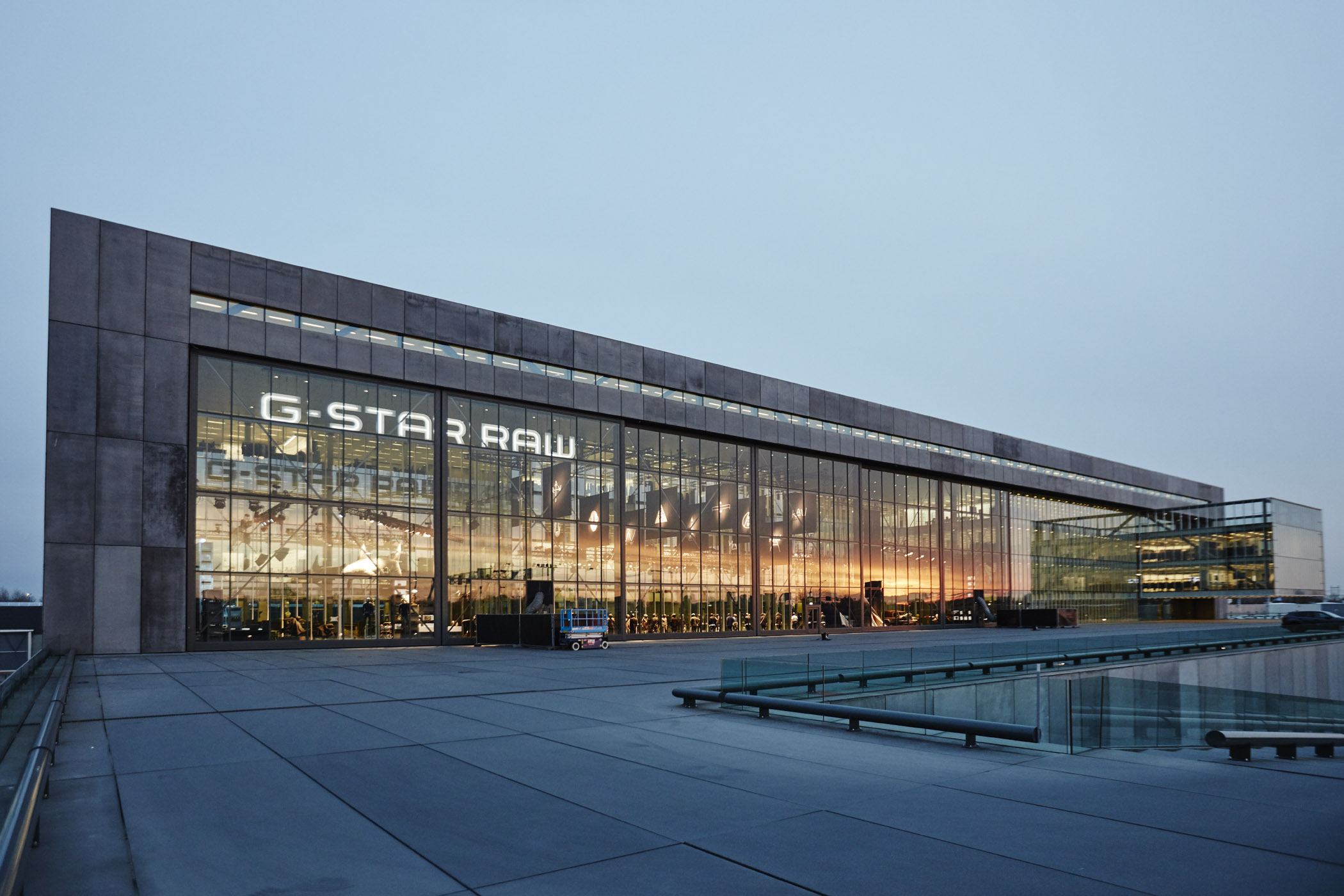
G-Star_Raw, Amsterdam 2014
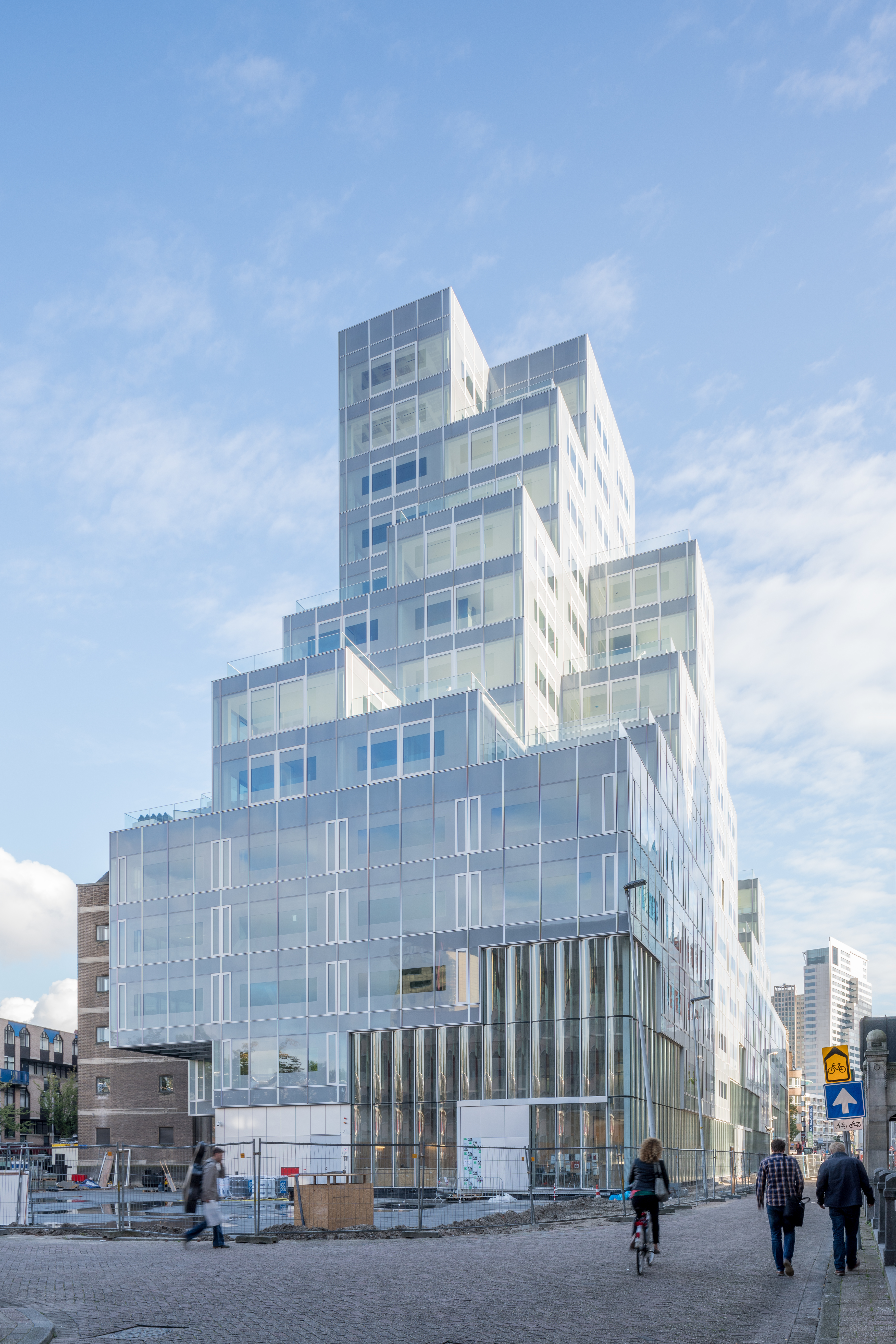
Timmerhuis, Rotterdam 2015
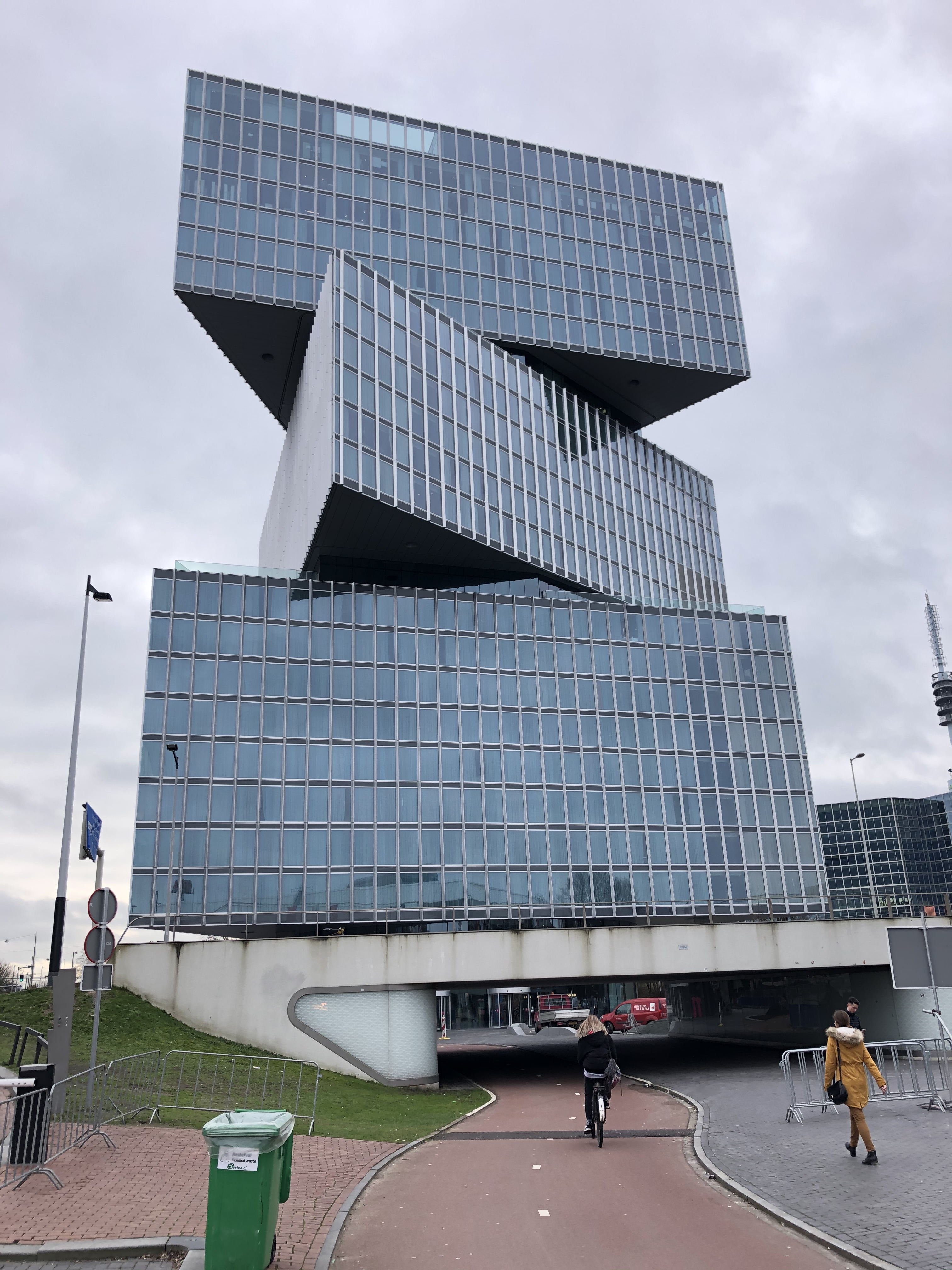
NHOW Hotel RAI, Amsterdam 2019
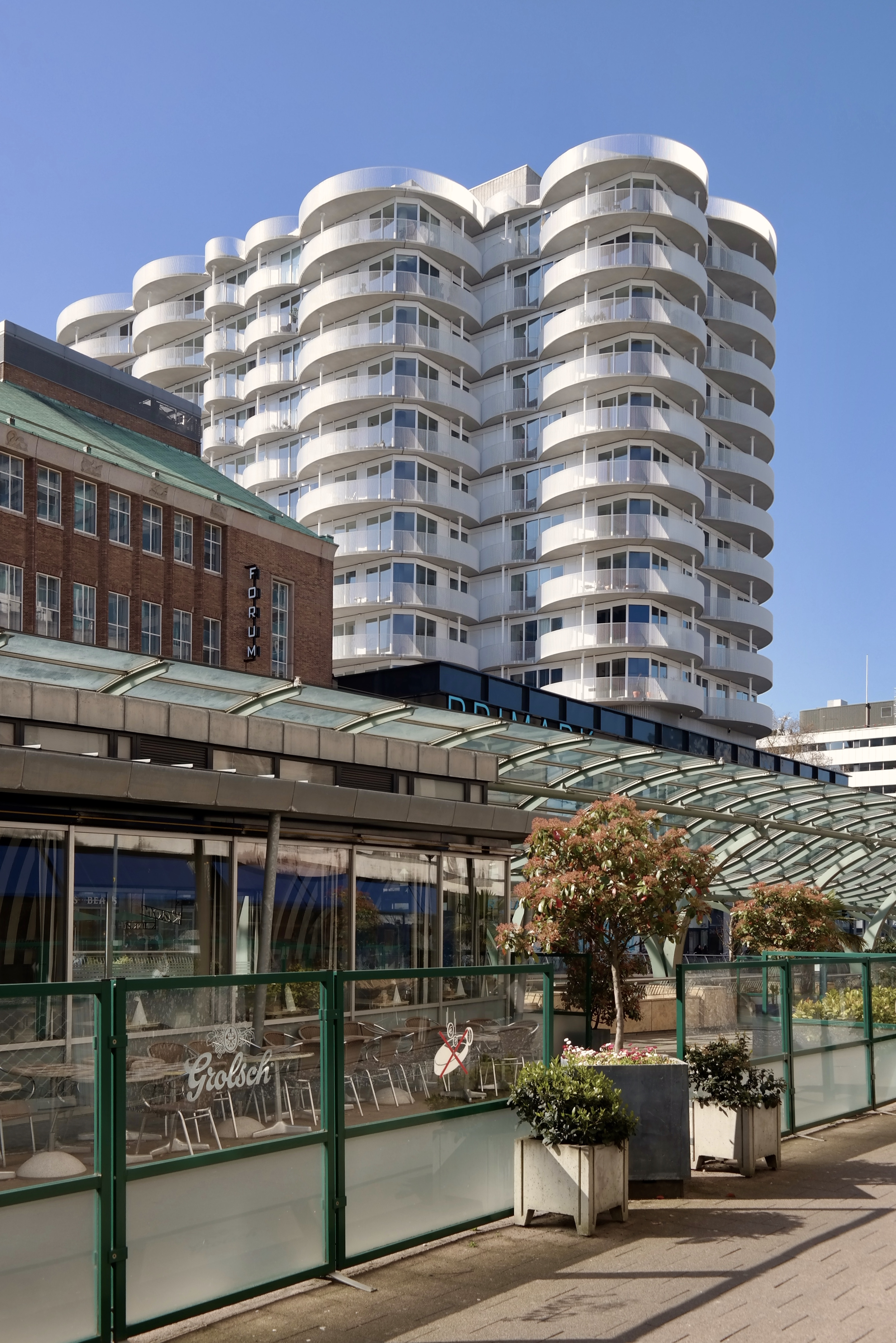
Forum Rotterdam, Rotterdam 2020

## OMA wereldwijd
Sinds de jaren 80 is OMA over de hele wereld actief. Vroege buitenlandse projecten zijn onder meer het zaken-, winkel- en infrastructuurcentrum Euralille in het Franse Lille, de Villa Dall'Ava in Parijs en wooncomplex Nexus in het Japanse Fukuoka. Voor het Maison à Bordeaux, dat in 1998 voor een gehandicapte klant werd gebouwd, kreeg het kantoor in de architectuurwereld veel respect. 
Vanaf 2000 heeft OMA wereldwijd bekendheid gekregen door de samenwerking met Prada dat onder meer heeft geleid tot de inrichting van Prada Epicenters in New York, Los Angeles en Shanghai, de vormgeving van tal van modeshows en de Prada Transformer in Seoul, een dynamisch object dat verschillende gedaantes kan aannemen. 
Andere bekende gerealiseerde projecten zijn het Campus Center voor het Illinois Institute of Technology in Chicago, de nieuwe centrale bibliotheek van Seattle, de nieuwe Nederlandse Ambassade te Berlijn en het concertgebouw Casa da Música in Porto, Portugal. Voor de Nederlandse ambassade in Berlijn ontving OMA de European Union Prize for Contemporary Architecture/Mies van der Rohe Award 2005.
De tot nu toe grootste opdracht verwierf OMA in 2002, toen het bureau opdracht kreeg het hoofdkantoor voor de Chinese staatstelevisie CCTV te bouwen: het 575.000 m² grote hoofdkantoor voor China Central Television en het Television Cultural Centre dat in 2011 zijn deuren opende.
OMA heeft vier kantoren die in verschillende werelddelen actief zijn. Naast OMA's diverse projecten in Nederland werkt OMA momenteel onder andere aan het nieuwe hoofdkantoor voor de Rothschild Bank in Londen, een nieuwe bibliotheek in Caen, verschillende openbare gebouwen in Qatar, het architectuurcentrum in Kopenhagen, het Córdoba Congrescentrum, de herontwikkeling van de Mercati Generali in Rome, en een nieuwe campus voor Chu Hai College in Hong Kong. 
Stedenbouwkundig werk omvat, naast verschillende opdrachten in Nederland, een masterplan voor het White City-gebied in Londen en een cultureel masterplan voor het West Kowloon District in Hong Kong. OMA New York realiseert onder andere voor Cornell University in Ithaca, NY (VS) de nieuwe architectuurfaculteit Millstein Hall en werkt aan het ontwerp van een nieuw gebouw voor Le Musée national des beaux-arts du Québec.

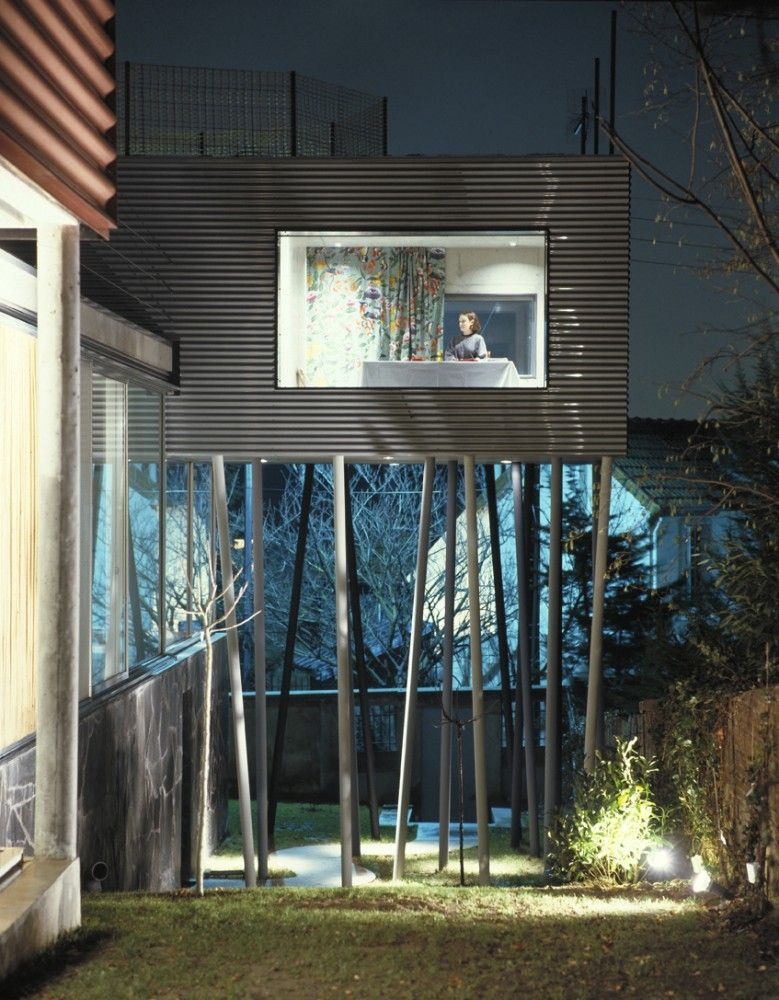
Villa dall'Ava, Parijs, Frankrijk
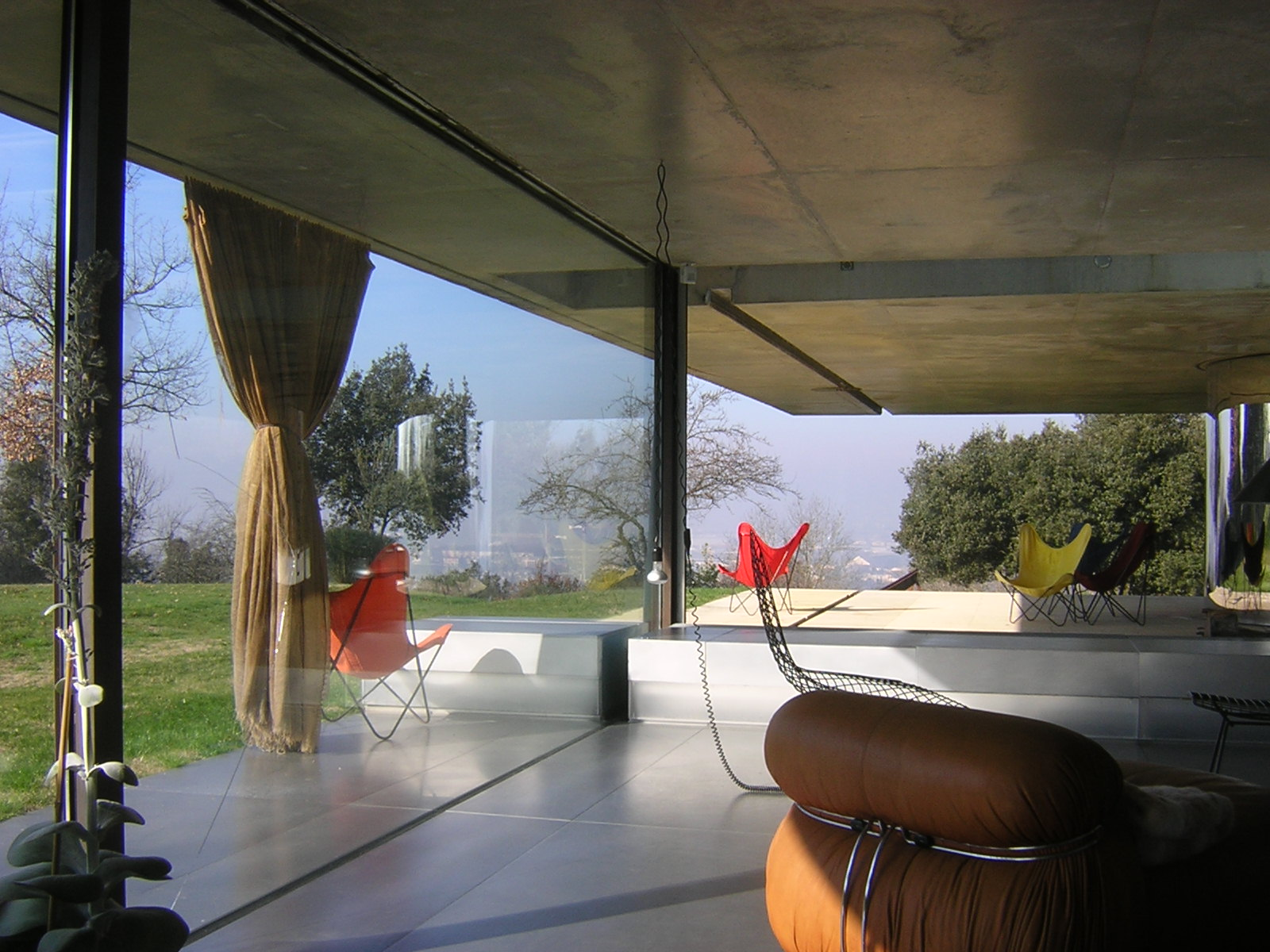
Maison à Bordeaux, Frankrijk
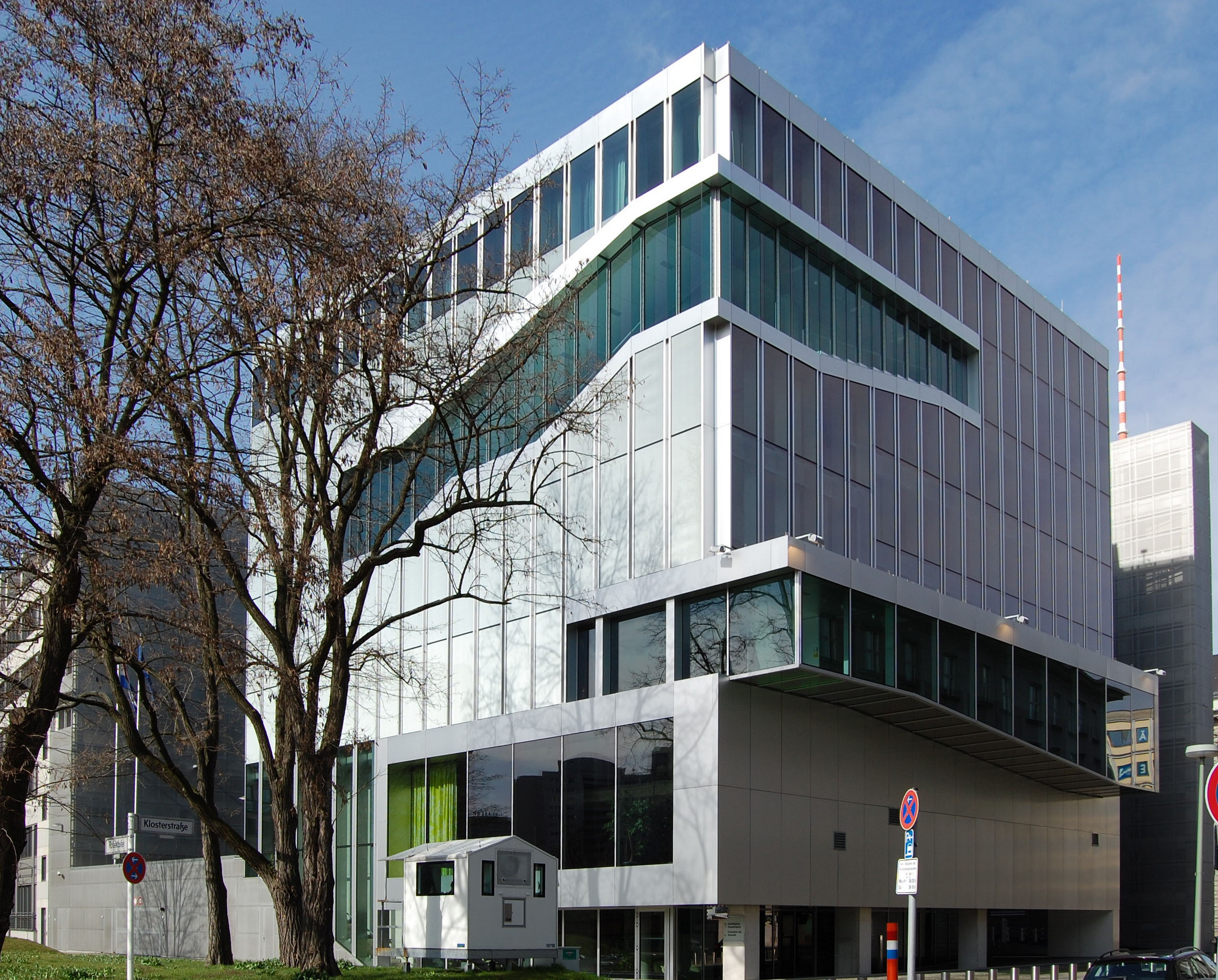
Nederlandse Ambassade, Berlijn, Duitsland
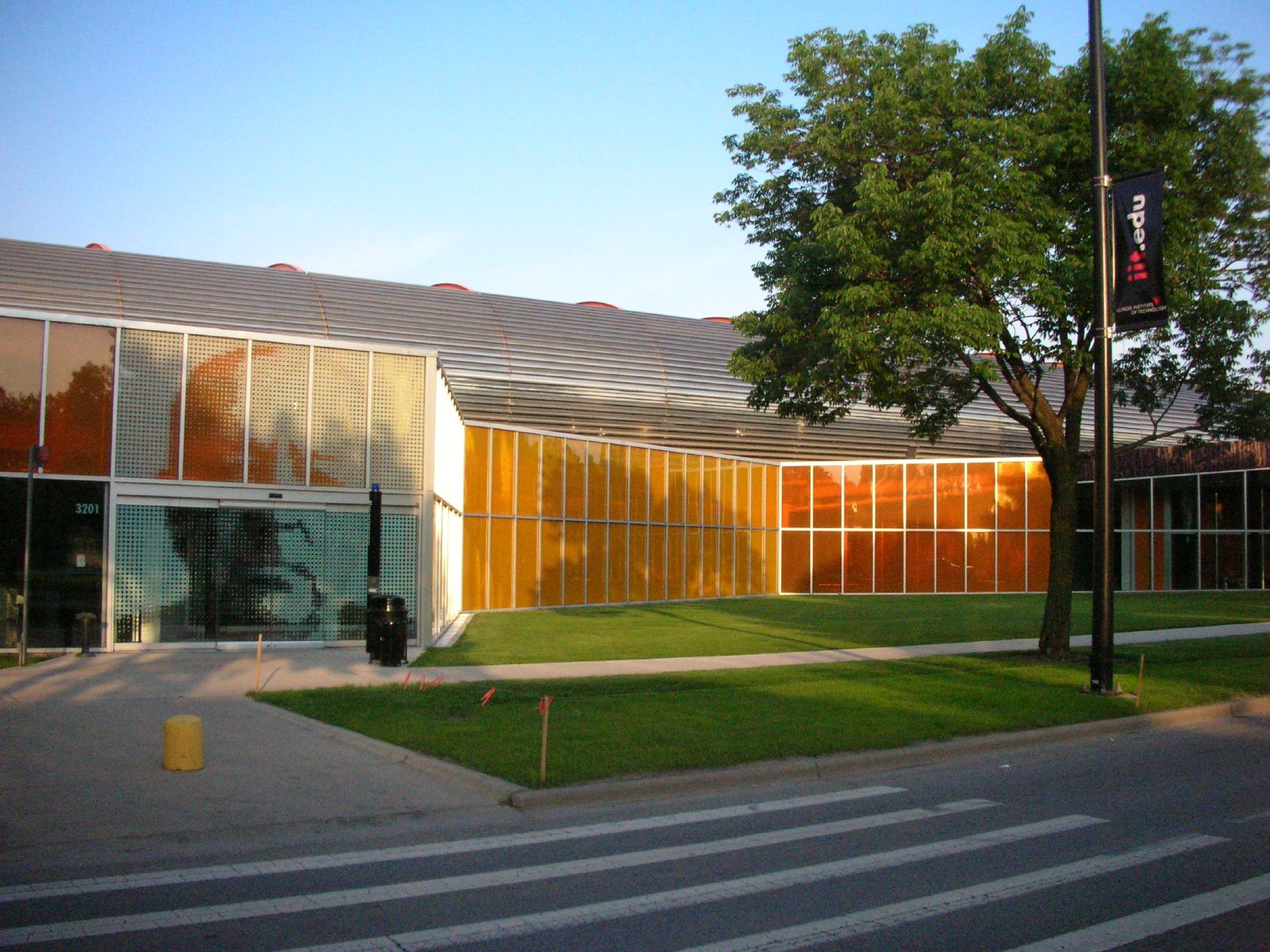
McCormick Tribune Campus Center, Chicago, VS
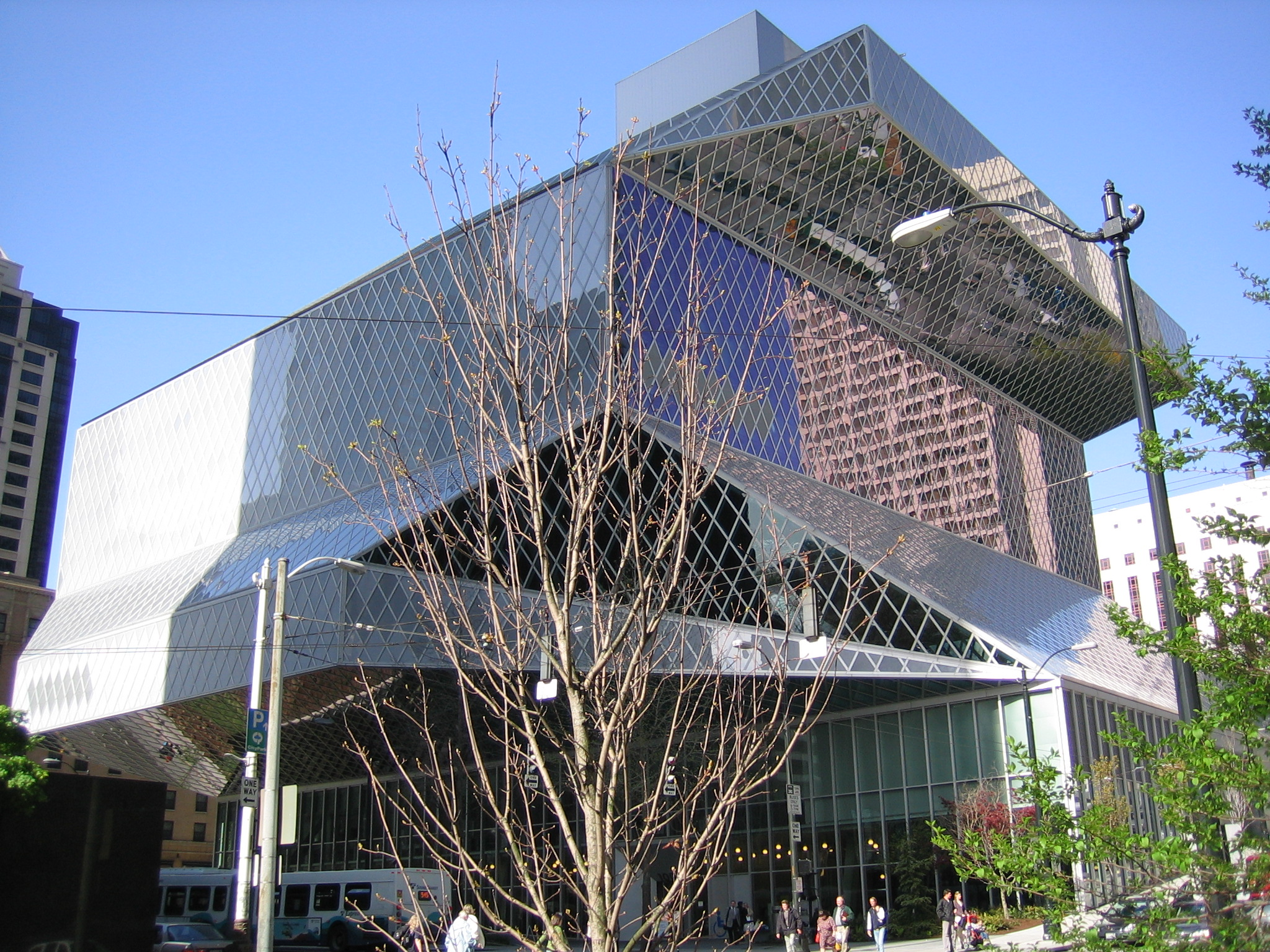
Seattle Central Library, Seattle, VS
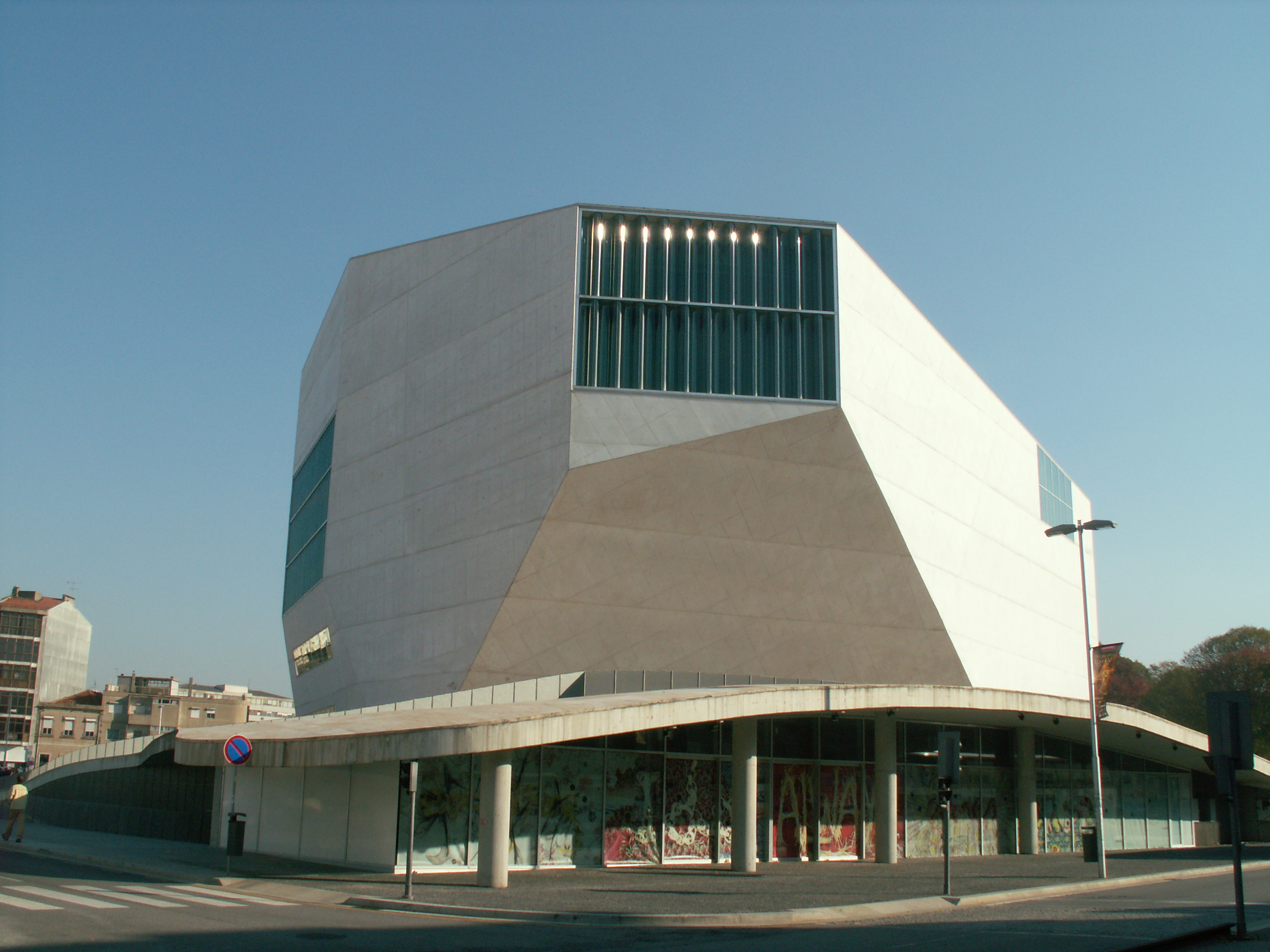
Casa da Música, Porto, Portugal
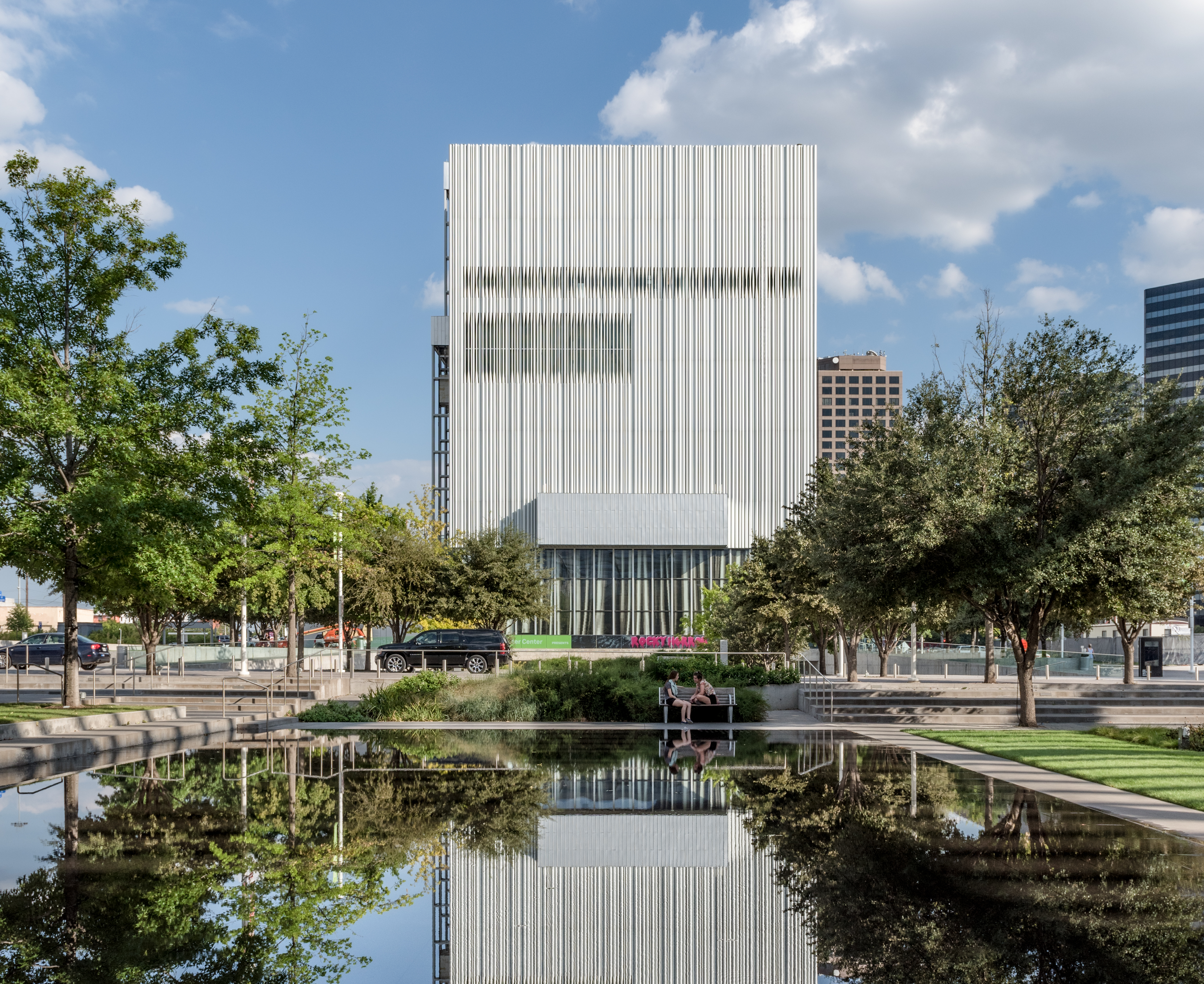
Dee and Charles Wyly Theater, Dallas, VS
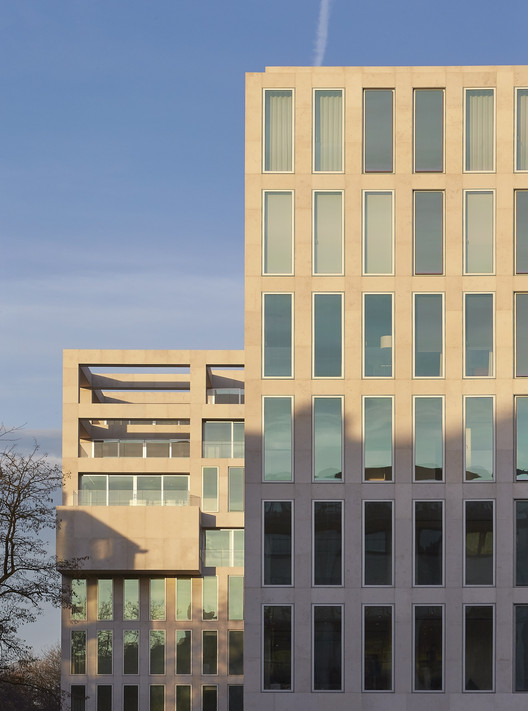
Holland Green, London, Verenigd Koninkrijk
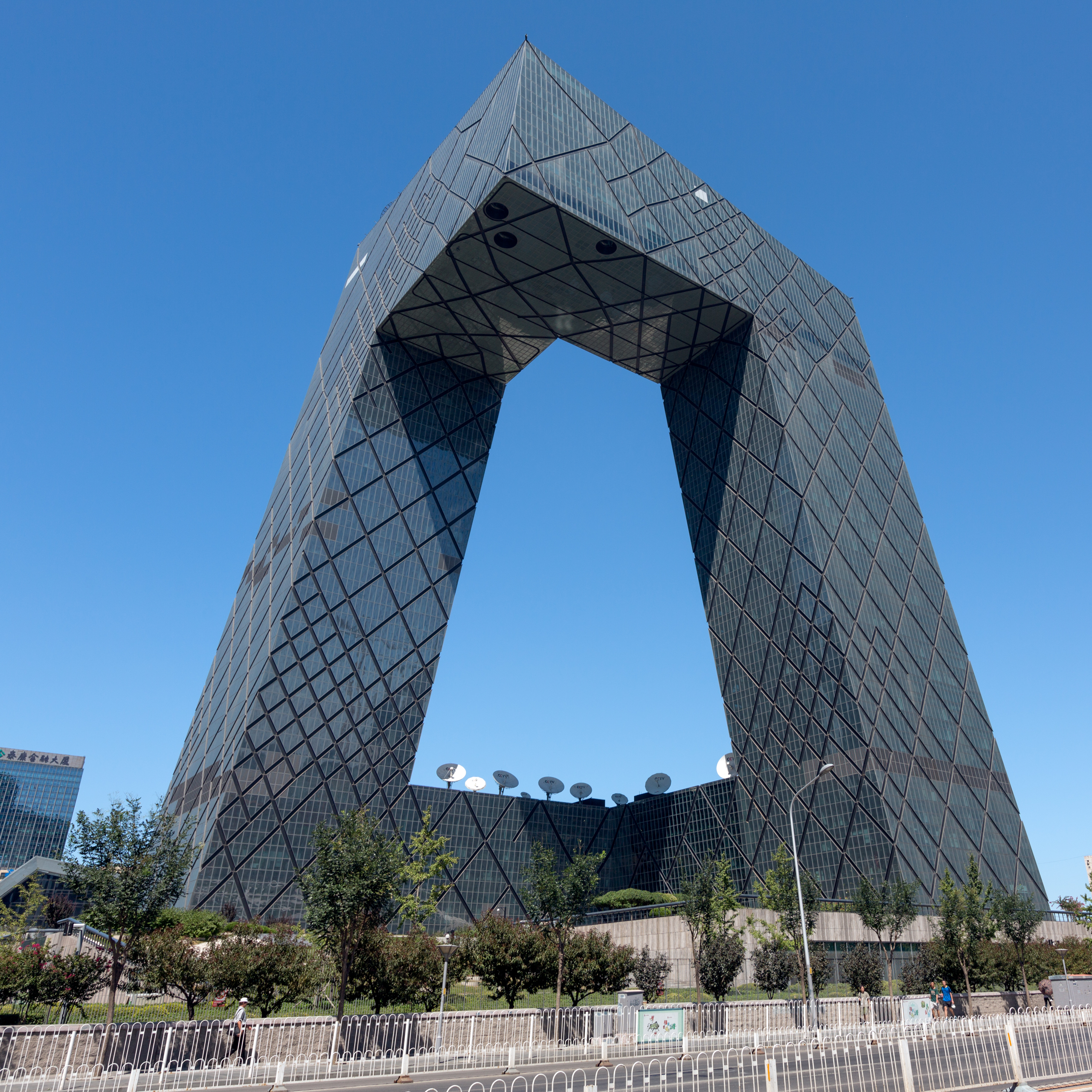
CCTV, Beijing, China
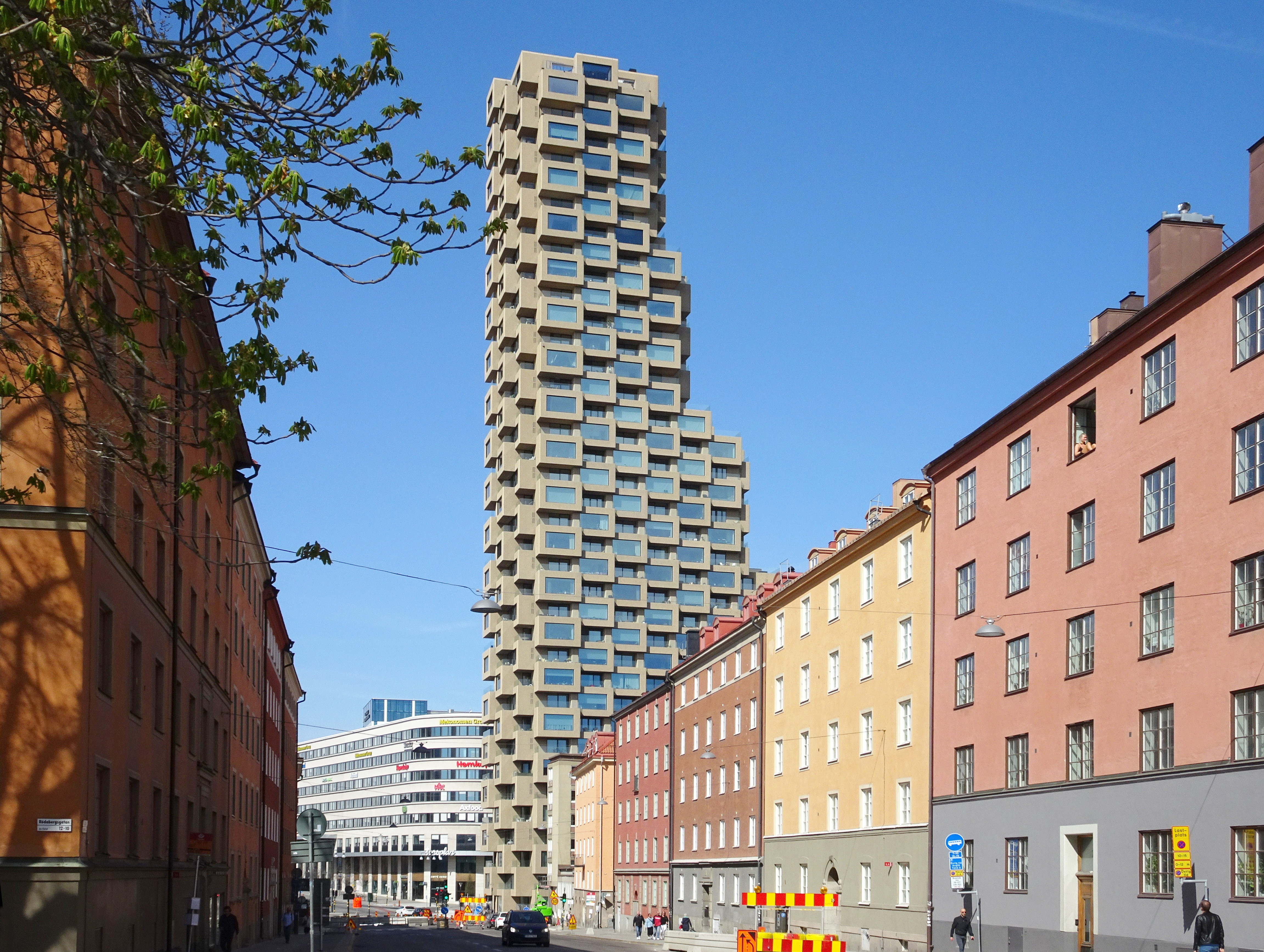
Norra Tornen, Stockholm, Zweden
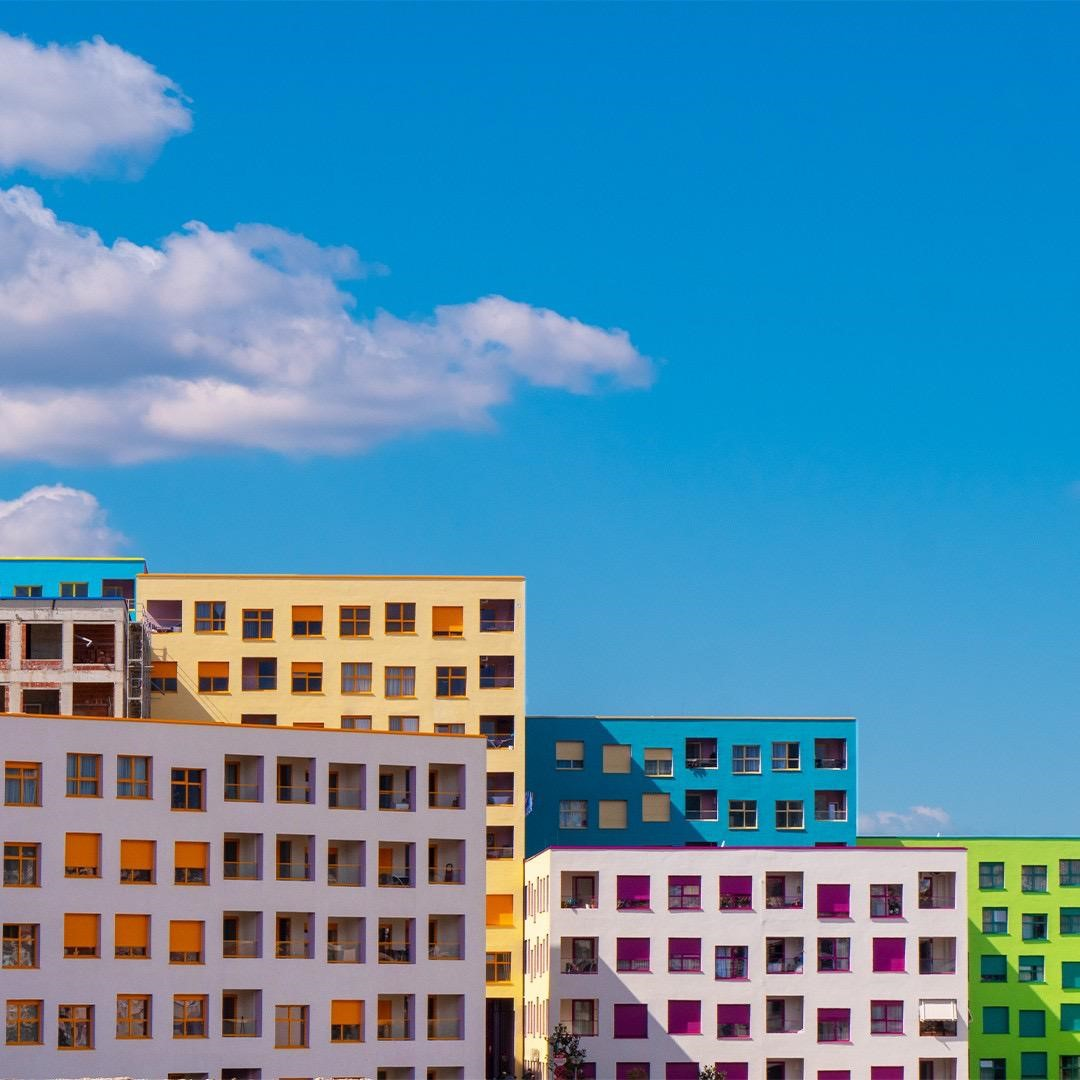
Mangalem 21, Tirana, Albanië

In 2005 heeft het bureau een ingrijpende reorganisatie doorgevoerd en is in een partnerschap veranderd. Het bureau wordt geleid door zeven partners: Rem Koolhaas, Ellen van Loon, Reinier de Graaf, Shohei Shigematsu, Iyad Alsaka, David Gianotten en algemeen directeur Victor van der Chijs. Voor de bedrijfsvoering heeft OMA in oktober 2007 de Jan Huygen van Linschoten Prijs ontvangen.